# Dar as-Salam
Dar as-Salam (arab. دار السلام) – miasto w Egipcie, w muhafazie Sauhadż. W 2006 roku liczyło 31 736 mieszkańców.